# Provinz Llanquihue
Die Provinz Llanquihue (spanisch Provincia de Llanquihue) ist eine Provinz in der chilenischen Región de los Lagos. Die Hauptstadt ist Puerto Montt. Beim Zensus 2017 lag die Einwohnerzahl bei 408.052 Personen. In der Provinz befindet sich der Lago Llanquihue und mehrere bedeutende Vulkane.

## Geschichte
Die europäische Besiedlung von Llanquihue begann 1852, als Deutsche zur Einwanderung in den Süden Chiles ermutigt wurden. Knapp ein Jahrhundert später, 1945, kam eine neue Welle von Einwanderern aus Deutschland. Hierzu zählten sowohl Getreue des Naziregimes als auch jüdische Flüchtlinge.

## Gemeinden
Die Provinz Llanquihue gliedert sich in neun Gemeinden:
- Calbuco
- Cochamó
- Fresia
- Frutillar
- Llanquihue
- Los Muermos
- Maullín
- Puerto Montt
- Puerto Varas